# 8月17日 (旧暦)
旧暦8月17日は旧暦8月の17日目である。六曜は赤口である。

## できごと
- 仁和4年（ユリウス暦888年9月26日） - 京都の仁和寺が落成
- 治承4年（ユリウス暦1180年9月8日） - 伊豆・蛭ヶ小島に流されていた源頼朝が、以仁王の平家追討令旨を受けて挙兵
- 文久3年（グレゴリオ暦1863年9月29日） - 天誅組の変。幕府転覆を図る土佐の吉村寅太郎ら尊攘派志士が大和・五條代官所を襲撃

## 誕生日
- 元禄15年（グレゴリオ暦1702年9月8日） - 池田継政、第3代岡山藩主（+ 1776年）
- 天保13年（グレゴリオ暦1842年9月21日） - 林有造、政治家（+ 1921年）
- 安政6年（グレゴリオ暦1859年9月13日） - 響舛市太郎、力士（+ 1903年）

## 忌日
- 建久4年（ユリウス暦1193年9月14日） - 源範頼、武将・源頼朝の異母弟
- 元禄4年（グレゴリオ暦1691年9月9日） - 熊沢蕃山、儒学者（* 1619年）